# Octave
Octave o GNU Octave és un programa lliure per a realitzar càlculs numèrics. Com indica el seu nom és part de Projecte GNU. MATLAB és considerat el seu equivalent comercial. Entre diverses característiques que comparteixen es pot destacar que ambdós ofereixen un intèrpret que permet executar ordres en mode interactiu. Noteu que Octave no és un sistema d'àlgebra computacional com podria ser Maxima, sinó que usa un llenguatge que està orientat a l'anàlisi numèrica.
El projecte va ser creat al voltant de l'any 1988 però amb una finalitat diferent: ser usat en un curs de disseny de reactors químics. Posteriorment, l'any 1992, es decideix ampliar-lo i comença el seu desenvolupament a càrrec de John W. Eaton. La primera versió alpha va ser llançada el 4 de gener de 1993. Un any més tard, el 17 febrer 1994 apareix la versió 1.0.
El nom sorgeix del nom d'un professor de l'autor principal, Octave Levenspiel, conegut per les seves bones aproximacions per mitjà de càlculs mentals a problemes numèrics.